# 那加山後町
那加山後町（なかやまうしろちょう）は、岐阜県各務原市の地名。現行行政町名は那加山後町一丁目から三丁目。

## 地理
各務原市の那加地区に属する。町域の東部は那加西市場町、西部は那加岩地町、那加土山町、南部は那加手力町、北部は那加西市場町に接する。
地名は、明治22年まで存在した山後村に因む。
町域には東海北陸自動車道が通過し、境川、岩地川（境川支流）が流れる。

## 歴史
この地域は江戸時代は美濃国各務郡山後村。1889年（明治22年）に西市場村、更木新田、桐野村、岩地村、山後村、長塚村、前洞村、影野新田、新加納村が合併し、那加村が発足すると那加村大字山後となり、1940年（昭和15年）に那加村が町制施行し那加町となると那加町大字山後となる。
1963年（昭和38年）、那加町、蘇原町、鵜沼町、稲羽町が合併し各務原市が発足すると那加山後町に改称。
1977年（昭和52年）10月26日、この地域の土地改良、区画整理により、那加山後町の一部と那加長塚町の一部とで那加荒田町、那加大谷町、那加五反田町が成立。
1978年（昭和53年）1月31日、この地域の土地改良、区画整理により、那加山後町の一部と那加長塚町の一部で那加石山町、那加山後町の一部、那加長塚町の一部、那加新加納町の一部で那加大門町が成立。那加山後町の残部で那加山後町一丁目から三丁目が成立。
1979年（昭和54年）1月20日、那加桐山町と那加山後町の一部、那加西市場町の一部をもって那加桐野町一丁目から九丁目が成立。

## 世帯数と人口
2024年（令和6年）10月1日現在の世帯数と人口は以下の通りである。
| 丁目             | 世帯数  | 人口  |
| ---------------- | ------- | ----- |
| 那加山後町一丁目 | 15世帯  | 44人  |
| 那加山後町二丁目 | 32世帯  | 45人  |
| 那加山後町三丁目 | 119世帯 | 340人 |
| 計               | 166世帯 | 429人 |

## 小・中学校の学区
市立小・中学校に通う場合、学区は以下の通りとなる。
| 番・番地等 | 小学校                   | 中学校               |
| ---------- | ------------------------ | -------------------- |
| 全域       | 各務原市立那加第一小学校 | 各務原市立那加中学校 |

## 主な施設
- 山後町公民館
- 八幡神社
- 正厳寺

## 交通
- 各務原市ふれあいバス那加線